# Robby Gordon
Robby Wesley Gordon (Cerritos, 2 gennaio 1969) è un pilota automobilistico e pilota di rally statunitense.
Ex pilota delle serie statunitensi NASCAR e CART, in seguito specializzatosi nei rally raid, ha ottenuto un podio al Rally Dakar (2009).

## Biografia
Gordon vanta 390 gare in 18 anni di carriera nella serie NASCAR (3 vittorie e una pole position), alla Dakar vanta tre piazzamenti nella top ten e quattro vittorie di tappa in sei partecipazioni.
Vanta anche cinque piazzamenti della top ten alla 500 Miglia di Indianapolis, ed è in un elenco ristretto, composto da una novantina di piloti USA, che hanno gareggiato sia nella serie NASCAR che nella Indy 500.

## Palmarès

### Rally raid

#### Rally Dakar

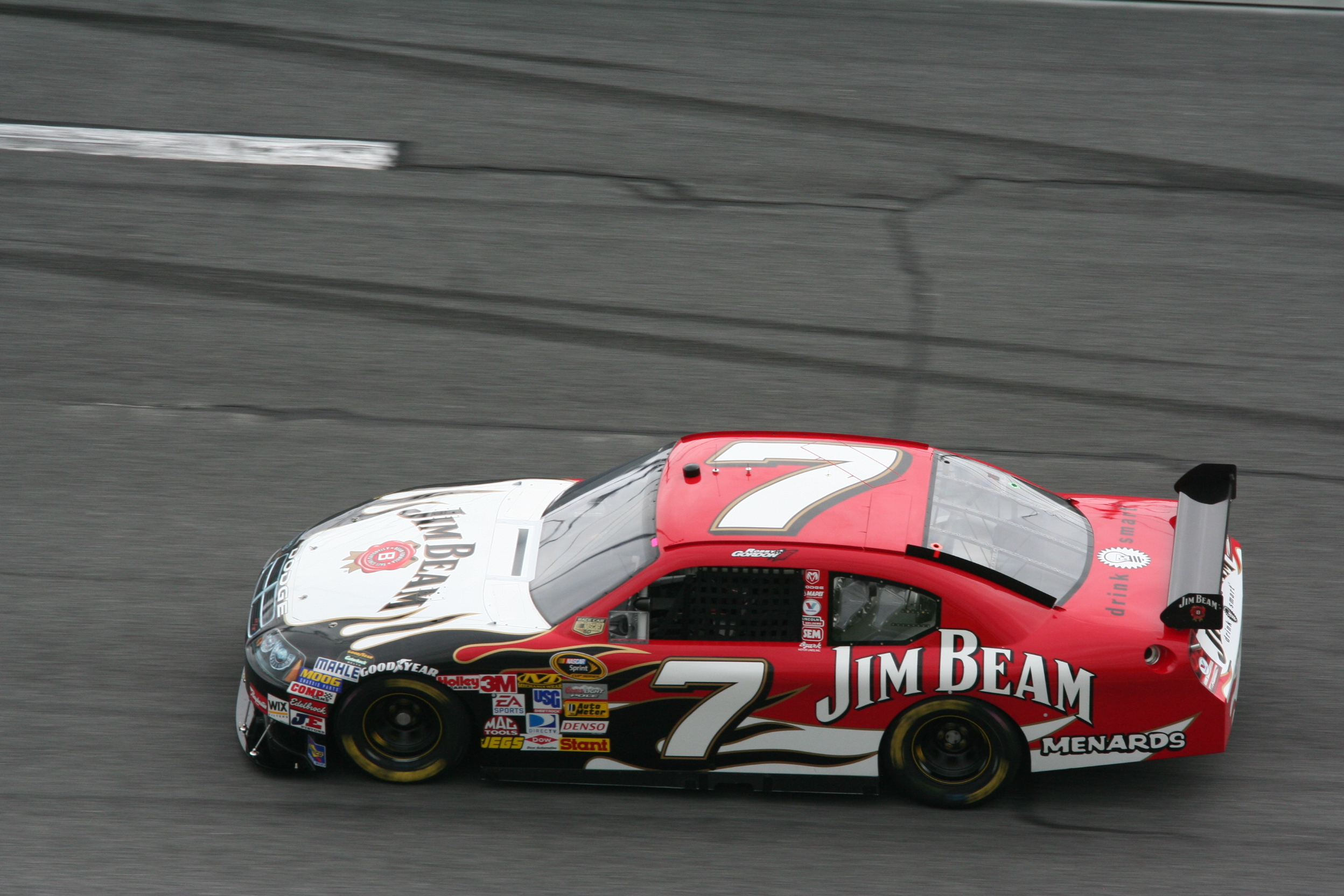
Gordon nella serie NASCAR

| Anno | Mezzo      | Pos. | Tappe |
| ---- | ---------- | ---- | ----- |
| 2005 | Volkswagen | 12º  | 2     |
| 2006 | Hummer     | Rit. |       |
| 2007 | Hummer     | 8º   | 1     |
| 2009 | Hummer     | 3º   |       |
| 2010 | Hummer     | 8º   | 1     |
| 2011 | Hummer     | Rit. |       |
| 2012 | Hummer     | 5º   | 3     |

#### Altri risultati
1989, 1990 e 2006
- al Baja 1000

### Serie NASCAR
- Sprint Cup Series (dal 1991 al 2001)
  - 3 vittorie, 1 pole position e 39 piazzamenti nella top ten (380 gare)
- Nationwide Series (dal 2001 al 2004)
  - 1 vittoria, e 18 piazzamenti nella top ten (54 gare)

### Formula CART
- American Championship car racing (dal 1992 al 1999)
  - 2 vittorie, 4 pole position e 5º posto come miglior piazzamento nel campionato (106 gare)

#### 500 Miglia di Indianapolis
| Anno | Telaio  | Motore        | Griglia | Arrivo | Team             |
| ---- | ------- | ------------- | ------- | ------ | ---------------- |
| 1993 | Lola    | Ford-Cosworth | 25      | 27     | Foyt             |
| 1994 | Lola    | Ford-Cosworth | 19      | 5      | Walker           |
| 1995 | Lola    | Ford-Cosworth | 7       | 5      | Walker           |
| 1997 | G-Force | Oldsmobile    | 12      | 29     | SABCO            |
| 1999 | Dallara | Oldsmobile    | 4       | 4      | Menard           |
| 2000 | Dallara | Oldsmobile    | 4       | 6      | Menard           |
| 2001 | Dallara | Oldsmobile    | 3       | 21     | Foyt/Childress   |
| 2002 | Dallara | Chevrolet     | 11      | 8      | Menard/Childress |
| 2003 | Dallara | Honda         | 3       | 22     | Andretti Green   |
| 2004 | Dallara | Chevrolet     | 18      | 29     | Gordon           |